# ۹۳۹ (خورشیدی)
۹۳۹ نهصد و سی و نهمین سال هجری خورشیدی است.